# Fanerozoïcum
| Eon                                           | Era              | Periode    | Ouderdom Ma   |
| --------------------------------------------- | ---------------- | ---------- | ------------- |
| Fanerozoïcum                                  | Cenozoïcum       | Kwartair   | 0 - 2,588     |
| Fanerozoïcum                                  | Cenozoïcum       | Neogeen    | 2,588 - 23,03 |
| Fanerozoïcum                                  | Cenozoïcum       | Paleogeen  | 23,03 - 66,0  |
| Fanerozoïcum                                  | Mesozoïcum       | Krijt      | 66,0 - 145,0  |
| Fanerozoïcum                                  | Mesozoïcum       | Jura       | 145,0 - 201,3 |
| Fanerozoïcum                                  | Mesozoïcum       | Trias      | 201,3 - 252,2 |
| Fanerozoïcum                                  | Paleozoïcum      | Perm       | 252,2 - 298,9 |
| Fanerozoïcum                                  | Paleozoïcum      | Carboon    | 298,9 - 358,9 |
| Fanerozoïcum                                  | Paleozoïcum      | Devoon     | 358,9 - 419,2 |
| Fanerozoïcum                                  | Paleozoïcum      | Siluur     | 419,2 - 443,4 |
| Fanerozoïcum                                  | Paleozoïcum      | Ordovicium | 443,4 - 485,4 |
| Fanerozoïcum                                  | Paleozoïcum      | Cambrium   | 485,4 - 541,0 |
| Proterozoïcum                                 | Neoproterozoïcum | Ediacarium | ouder         |
| Indeling van het Fanerozoïcum volgens de ICS. |                  |            |               |

Het geologisch tijdperk Fanerozoïcum (ook gespeld als Phanerozoïcum) is een eon uit de geologische geschiedenis van de Aarde, en duurt van 538.8 ±0.2 miljoen jaar (Ma) geleden tot heden. Het wordt onderverdeeld in de era's:
- Paleozoïcum (541 - 252 Ma)
- Mesozoïcum (252 - 66 Ma)
- Cenozoïcum (66 Ma - heden)

Het eon voorafgaand aan het Fanerozoïcum heet het Proterozoïcum.

## Naamgeving
De naam Fanerozoïcum is afgeleid van de Griekse woorden phaneros (Nederlandse spelling faneros) en zoos en betekent "zichtbaar leven". Omdat na de Cambrische explosie de biodiversiteit op Aarde enorm toenam, komen in Fanerozoïsche gesteenten veel meer en complexere fossielen voor. De naam Fanerozoïcum werd bovendien bedacht in een tijd dat er nog geen fossielen waren ontdekt in strata ouder dan het Cambrium.

## Fauna
Het Fanerozoïcum wordt gekarakteriseerd door een meer complexe fauna dan die tijdens het Precambrium (een niet-officiële naam voor de geologische tijdvakken voorafgaand aan het Cambrium) voorkwam. De fauna omvatte niet alleen weinig complexe eencelligen, maar vooral complexere en verder geëvolueerde soorten.